# 尤吉尼厄斯
弗拉维乌斯·尤吉尼厄斯是公元392至394年与狄奧多西一世敌对的西羅馬帝國争位者。虽然本人是基督徒，但尤吉尼厄斯为了利用对手狄奥多西严厉宗教政策引发的不满而采取了诸多利于多神教的举措，包括翻修维纳斯和罗马神庙、恢复胜利祭坛、任用信仰多神教的行政官员等。394年9月初，与将领阿波加斯特在冷河战役中被狄奥多西击败并处死。

## 生平
尤吉尼厄斯是一位基督徒，曾经是文法与修辞学教师、宫廷秘书长（magister scriniorum）。尤吉尼厄斯与法兰克裔将领阿波加斯特相熟，正是阿波加斯特将他推上皇位，并在幕后掌权。

### 登上皇位
瓦伦提尼安二世死后，阿波加斯特于392年8月22日在里昂扶持尤吉尼厄斯称帝。原因可能有两点：一是作为基督徒的尤吉尼厄斯比仍信仰多神教的阿波加斯特更适合当奥古斯都，二是元老院也倾向于支持尤吉尼厄斯。

### 失势
在当选皇帝后，尤吉尼厄斯立刻向东部皇帝狄奥多西派出使者寻求承认。狄奥多西接待了使者，但态度模棱两可，没有给出明确答复。393年1月，狄奥多西将他八岁的儿子霍诺留擢升为西部奥古斯都，这也意味着对尤吉尼厄斯地位合法性的否认。
在霍诺留成为奥古斯都的消息传来后，尤吉尼厄斯和阿波加斯特率军自莱茵河前线撤退，于393年春回到意大利。394年，狄奥多西自君士坦丁堡发兵，9月6日，两军爆发冷河战役。狄奥多西赢得了战争的胜利，尤吉尼厄斯被俘虏，随后被处决，首级被展示在狄奥多西的军营中。阿波加斯特于次日亦自杀身亡。